# Mortalium animos
Mortalium animos (en español, En el ánimo de los hombres) es la décima encíclica del papa Pío XI, datada el 6 de enero de 1928. En ella se persigue —tal como recoge el encabezamiento— "favorecer la verdadera unidad religiosa", condenando a su vez los ideales del incipiente movimiento ecuménico.

## Contexto
Un movimiento por la unidad religiosa se había ido desarrollando en los círculos protestantes liberales desde finales del siglo XIX y principios del XX. El papa León XIII se había referido ya a esto en su encíclica Satis cognitum de 1896: en ella habló con cierta extensión sobre la unidad como una marca indeleble de la Iglesia católica.

## Contenido
Pío XI reafirma en Mortalium animos la doctrina católica tradicional: la Iglesia disfruta de una unidad orgánica visible que, al haber sido constituida por Dios, está divinamente protegida. 
Comienza el papa la encíclica reconociendo el deseo de unidad que se descubre en la sociedad del momento:

Mortalium animos nunquam fortasse alias tanta incessit cupiditas fraternae illius, qua – ob unam eandemque originem ac naturam – inter nos obstringimur copulamurque, necessitudinis cum confirmandae tum ad commune humanae societatis bonum transferendae, quantam per nostra haec tempora incessisse videmus.
Nunca quizás como en los actuales tiempos se ha apoderado del corazón de todos los hombres un tan vehemente deseo de fortalecer y aplicar al bien común de la sociedad humana los vínculos de fraternidad que, en virtud de nuestro común origen y naturaleza, nos unen y enlazan a unos con otros.

Pero, sin embargo, enseguida señala que, a pesar de esos deseos, no es posible compartir las esperanzas que manifiesta el incipiente movimiento ecuménico producido en algunos ambientes protestantes, donde se piensa  
que las naciones, aunque difieren entre sí en ciertos asuntos religiosos, llegarán sin mucha dificultad a ponerse de acuerdo como hermanos en profesar ciertas doctrinas, que forman como una base común de la vida espiritual. Por esta razón, estas personas organizan con frecuencia convenciones, reuniones y discursos. . . Ciertamente, tales intentos no pueden ser aprobados por los católicos, fundados como están en esa falsa opinión que considera que todas las religiones son más o menos buenas y loables, ya que todas manifiestan y significan de diferentes maneras ese sentido que es innato en todos nosotros, y por el cual somos conducidos a Dios y al reconocimiento obediente de su gobierno. No solo quienes sostienen esta opinión están equivocados y engañados, sino que también al distorsionar la idea de la religión verdadera la rechazan, y poco a poco. se desvían hacia el naturalismo y el ateísmo, como se le llama; de lo cual se sigue claramente que quien apoya a quienes sostienen estas teorías e intentan realizarlas, está abandonando por completo la religión divinamente revelada.
Pío XI afirmó que todas las religiones son diversas (y falibles) expresiones humanas de un impulso religioso natural; confiar solo en este instinto era uno de los errores fundamentales de aquel modernismo que había sido recientemente condenado por Pío X. El pontífice consideraba que el movimiento existente en ese momento realmente no se dirigía hacia la unidad, pues lo que buscaba no era "más que una Federación, compuesta de varias comunidades de cristianos, incluso adheridos a diferentes doctrinas que, incluso, pueden ser incompatibles entre sí."
El papa declaró que la Iglesia no debe permitir que los católicos participen en las asambleas de los no católicos. "Pues actuar así, en su juicio, sería desleal a su Fundador y a la verdad que le ha dejado a su custodia". El papa daba la bienvenida a los hermanos separados, pero declaró que no era posible resolver las diferencias mediante el diálogo con los no católicos.